# Marcus Halvardi Sandelius
Marcus Halvardi Sandelius, född 1580, död 1 oktober 1651, var en svensk präst.

## Biografi
Marcus Sandelius föddes 1580. Han blev 1597 student vid Uppsala universitet och 1604 komminister i Kalmar församling. Sandelius blev 1619 kollega vid Kalmar trivialskola och 1613 kyrkoherde i Västerviks församling. Han blev 1622 kontraktsprost i Södra Tjusts kontrakt och avled 1651.

### Familj
Sandelius var gift med Brita Pedersdotter (död 1656). De fick tillsammans barnen studenten Gabriel Sandelius, stadsnotarien David Sandelius (död 1671) som var gift med Catharina Thunander och Catharina Sandelius som var gift med hattmakaren Petter Chraemer.